# Richmond K. Turner (Schiff)
Die Richmond K. Turner, auch USS Richmond K. Turner, (Kennungen: DLG-20/CG-20) war ein Lenkwaffenkreuzer der United States Navy und gehörte zur Leahy-Klasse. Sie war nach Admiral Richmond K. Turner benannt worden.

## Geschichte
Die Richmond K. Turner wurde 1961 bei New York Shipbuilding auf Kiel gelegt und lief nach einer Bauzeit von gut zwei Jahren am 6. April 1963 vom Stapel. Die offizielle Indienststellung bei der Navy erfolgte am 13. Juni 1964.
Knapp ein Jahr später begann der erste Einsatz für die Richmond K. Turner, die in San Diego stationiert wurde. Im Südchinesischen Meer operierte sie als Schutz für die Träger Coral Sea, Independence und Oriskany. Der nächste Einsatz im September 1965 ließ das Schiff schließlich direkt am Vietnamkrieg teilnehmen, als sie im Golf von Tonkin Combat-Search-and-Rescue-Operationen durchführte. Weitere Operationen in den Gewässern folgten bis 1970.
1971 dockte die Richmond K. Turner bei Bath Iron Works ein und lag bis Mai 1972 für eine Überholung in der Werft. Anschließend wurden Erprobungsfahrten durchgeführt und im nächsten Jahr vor allem Übungen. 1978 operierte der Kreuzer hauptsächlich in Mittelamerika, teils vor den Gewässern von Nicaragua. Im Juli 1979 befand sich die Richmond K. Turner in der Großen Syrte, wo sie als erstes Schiff der Navy im Gefecht eine AGM-84 Harpoon abfeuerte und damit ein libysches Schiff zerstörte.
1980 dockte die Richmond K. Turner zu einer weiteren Überholung in die Charleston Naval Shipyard ein, die bis Ende 1982 dauerte.
Ab 1988 befuhr das Schiff den Persischen Golf, wo sie an der „Operation Earnest Will“ teilnahm. Später folgten Operationen im Rahmen der „Operation Desert Storm“, wo der Kreuzer als Teil der Kampfgruppe um die Theodore Roosevelt fuhr, aber im Laufe des Konflikts auch anderen Trägern Luftschutz bot. Nach dem Waffenstillstand setzte die Richmond K. Turner die Sanktionen gegen den Irak mittels Schiffsdurchsuchungen im Roten Meer durch. Später nahm sie an der „Operation Provide Comfort“ teil.
Ihren letzten Einsatz erlebte die Richmond K. Turner im Rahmen der „Operation Deny Flight“, als sie vor der Küste Bosniens eingesetzt wurde. Am 31. März 1995 wurde die Richmond K. Turner schließlich außer Dienst gestellt. Dreieinhalb Jahre später wurde der Rumpf des Schiffes in die Gewässer Puerto Ricos geschleppt, um als Übungsziel versenkt zu werden. Beteiligt waren die Enterprise mit ihrem Carrier Air Wing 3, die Philippine Sea, Thorn und Nicholson.